# Cylindrophasia tehuantepeca
Cylindrophasia tehuantepeca är en tvåvingeart som först beskrevs av Townsend 1908.  Cylindrophasia tehuantepeca ingår i släktet Cylindrophasia och familjen parasitflugor. Inga underarter finns listade i Catalogue of Life.